# تپه لشکرآباد ساوجبلاغ
تپه لشکر آباد ساوجبلاغ مربوط به دوره تیموریان - دوره صفوی است و در شهرستان ساوجبلاغ، روستای لشکر آباد واقع شده و این اثر در تاریخ ۲ بهمن ۱۳۸۲ با شمارهٔ ثبت ۱۰۸۳۳ به‌عنوان یکی از آثار ملی ایران به ثبت رسیده است.